# Урд (коммуна)
Урд (фр. Ourde, окс. Orda) — коммуна во Франции, находится в регионе Юг — Пиренеи. Департамент — Верхние Пиренеи. Входит в состав кантона Молеон-Барус. Округ коммуны — Баньер-де-Бигор.
Код INSEE коммуны — 65347.

## География

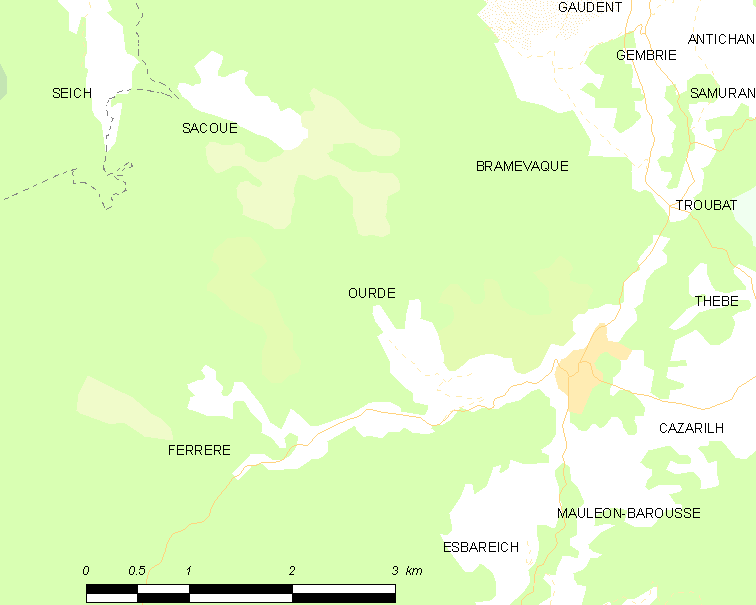
Карта коммуны

Коммуна расположена приблизительно в 670 км к югу от Парижа, в 105 км юго-западнее Тулузы, в 50 км к юго-востоку от Тарба.

## Климат
Климат умеренно-океанический с солнечной тёплой погодой и обильными осадками на протяжении практически всего года.

## Население
Население коммуны на 2010 год составляло 31 человек.
| 1962 | 1968 | 1975 | 1982 | 1990 | 1999 | 2010 |
| ---- | ---- | ---- | ---- | ---- | ---- | ---- |
| 45   | 41   | 38   | 31   | 31   | 25   | 31   |

## Администрация
| Период | Период | Фамилия       | Партия | Примечания |
| ------ | ------ | ------------- | ------ | ---------- |
| 1995   | 2001   | Ив Агноли     |        |            |
| 2001   | 2020   | Габриэль Фаре |        |            |

## Экономика
В 2010 году среди 20 человек трудоспособного возраста (15-64 лет) 16 были экономически активными, 4 — неактивными (показатель активности — 80,0 %, в 1999 году было 75,0 %). Из 16 активных жителей работали 13 человек (7 мужчин и 6 женщин), безработных было 3 (2 мужчин и 1 женщина). Среди 4 неактивных 1 человек был учеником или студентом, 0 — пенсионерами, 3 были неактивными по другим причинам.

## Достопримечательности
- Церковь Св. Мартина[фр.] (XIII век). Исторический памятник с 1972 года[4]

## Фотогалерея

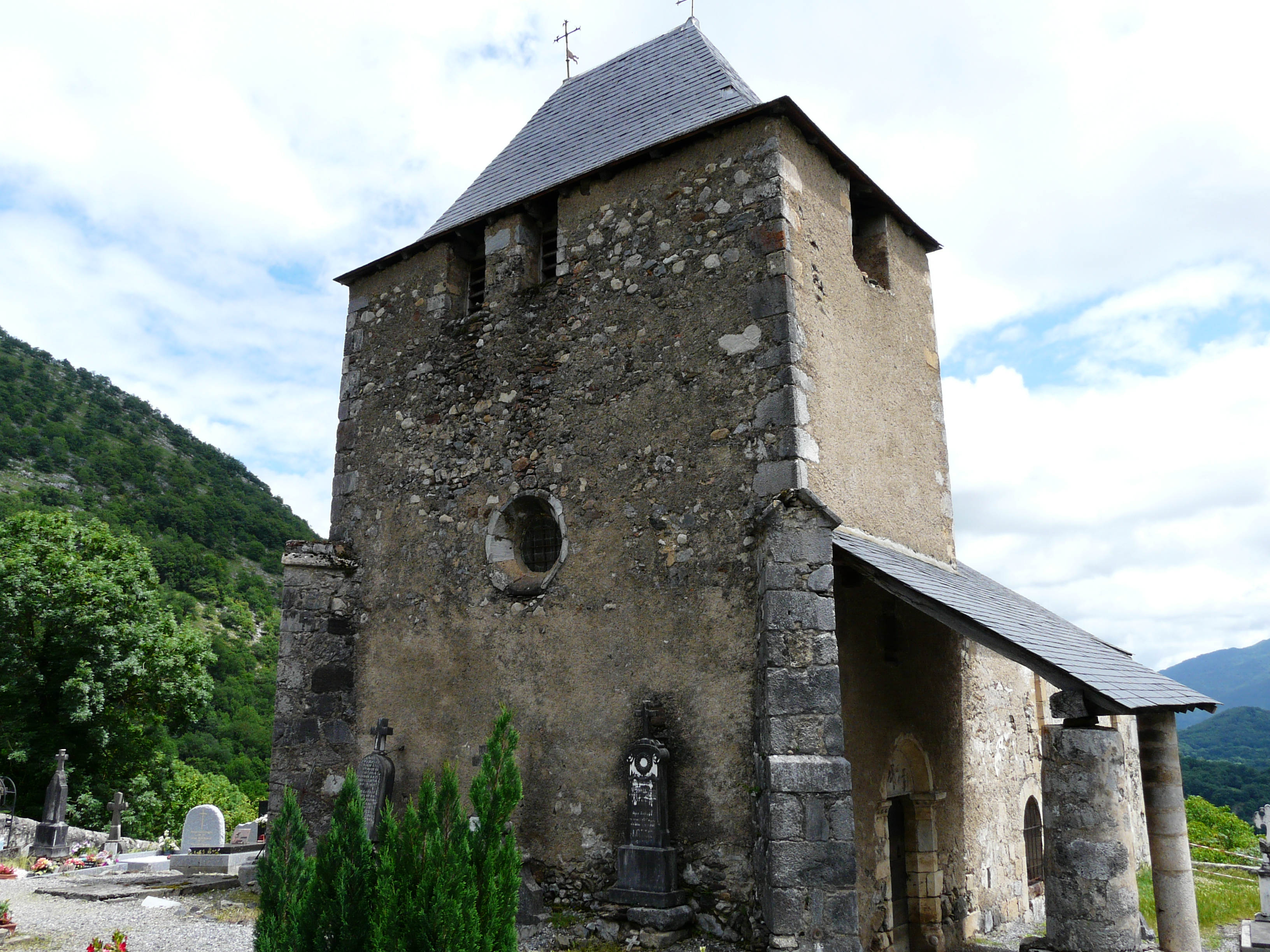
Церковь Св. Мартина
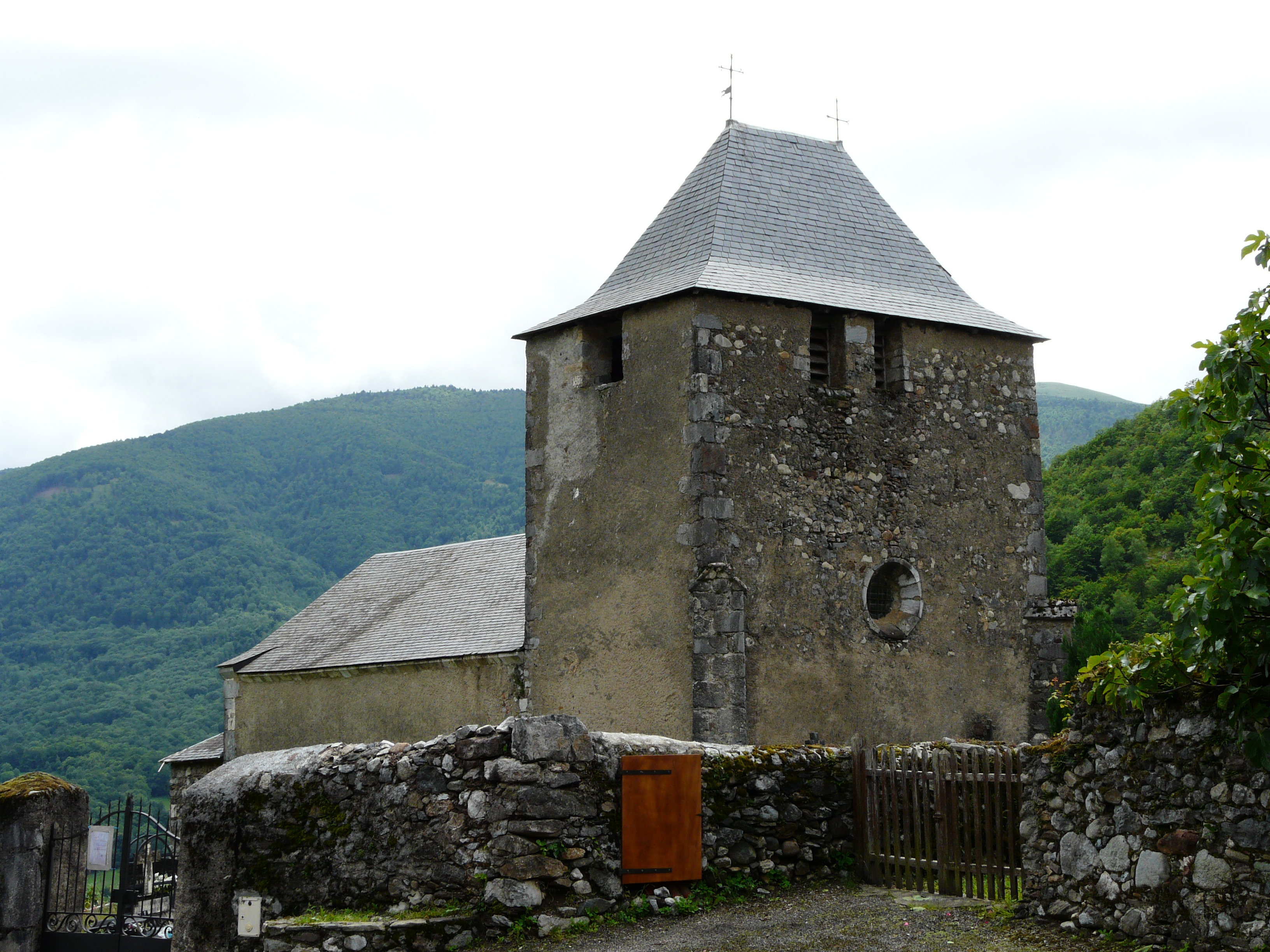
Церковь Св. Мартина
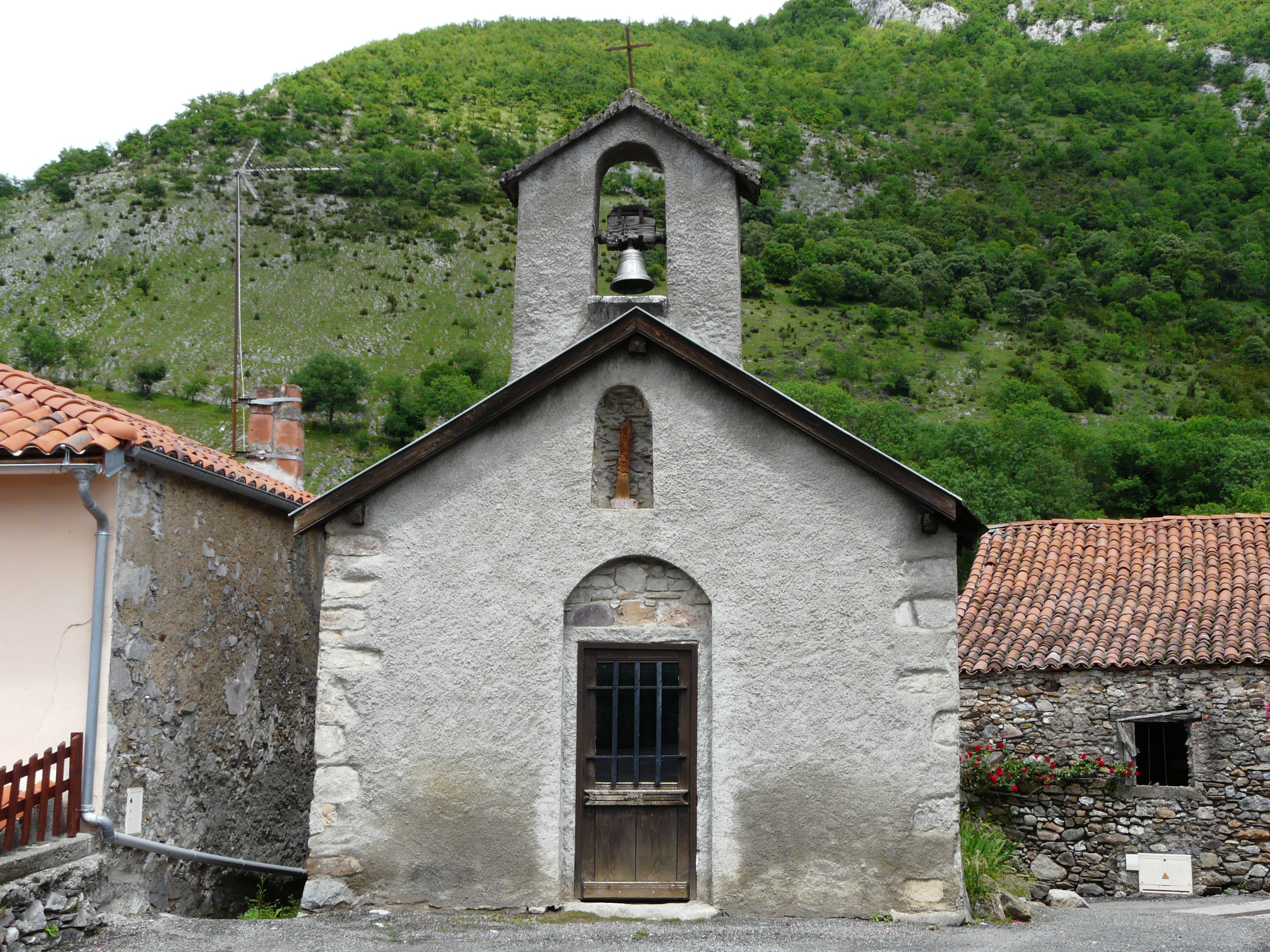
Часовня
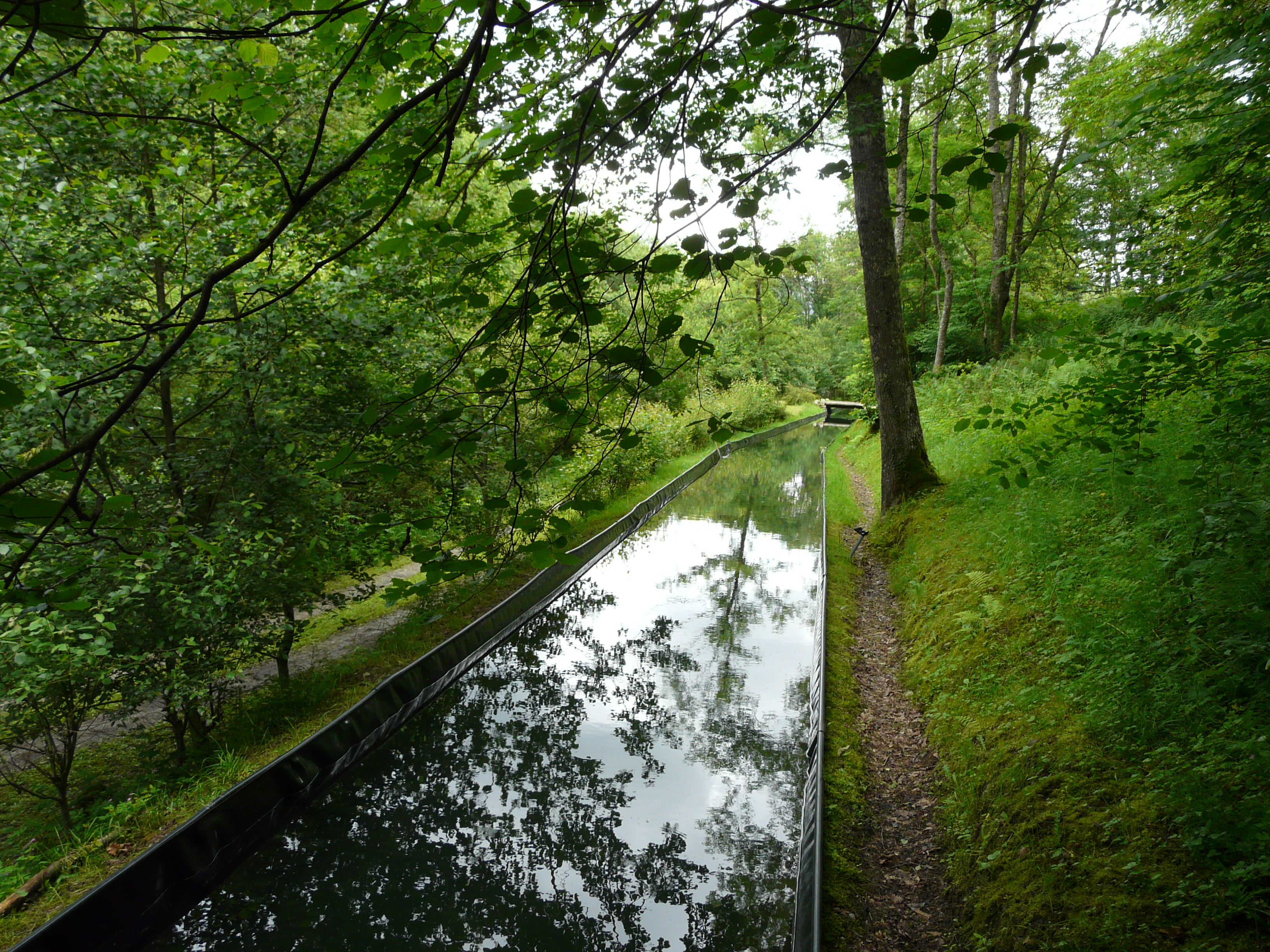
Канал Урс-де-Феррер
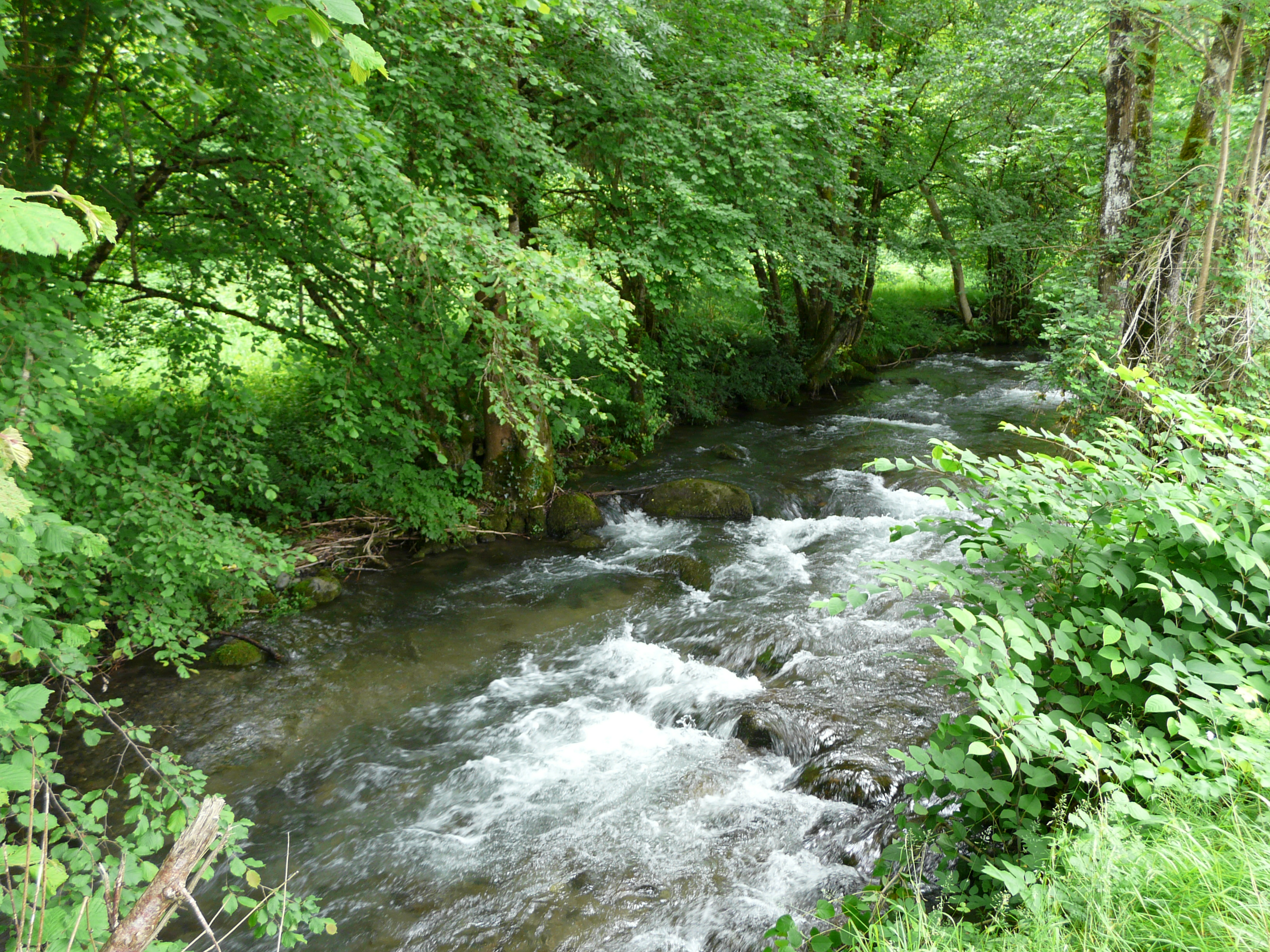
Река Урс